# Casas de Moya
Las Casas de Moya es una aldea del municipio de Venta del Moro, en la provincia de Valencia (Comunidad Valenciana, España). Pertenece a la comarca de Requena-Utiel.  
Es la de una aldea grande, situada sobre un altozano desde la que se divisa gran parte de la comarca (Requena a más de 40 km. se ve sin dificultad) y con una gran plaza central presidida por una iglesia dedicada a san Antonio Abad construida en la década de 1920 y posteriormente retocada.  

## Historia
Los primeros datos de la existencia de las Casas de Moya datan del siglo XVIII, donde la pedanía no pasaba de ser un caserío de 4 vecinos o familias, tal y como señala el catastro del Marqués de la Ensenada de 1752.  En 1870 la aldea estaba formada por 30 viviendas, que pasaron a ser 98 en 1900 y 146 en 1975. 
En 1918 se fundaron unas escuelas mixtas que actualmente están en desuso. Además, a lo largo de este siglo existieron servicios de herrería, barbería, varias carnicerías, dos bares y locales de baile. A partir de la década de 1960 y 1970 experimentó un acusado éxodo rural que produjo una reducción de la población residente y una marcada disminución de servicios.

## Economía
La economía tradicional es totalmente agraria, centrada en la vid, el almendro y el olivo. Enclavada en la zona vitivinícola de la D. O. Utiel-Requena, el cultivo de la vid ha tenido una menor implantación que otros lugares de la región por su relieve montañoso.  Tradicionalmente también tuvieron peso la silvicultura y la caza. La ganadería también fue relevante, especialmente en los muchos caseríos circundantes a esta aldea. 
La solución de algunos problemas antiguos como la escasez de agua potable (estuvieron durante años con muy pocas horas de agua a la semana) ha dinamizado la rehabilitación de casas. A las afueras del pueblo se halla un consultorio médico y un campo de fútbol inaugurados hace pocos años.

## Cultura
Las fiestas patronales tienen lugar el 17 de enero, en honor de san Antonio Abad, con el encendido de una gran hoguera. En verano también se celebran las fiestas de agosto, con gran concurrencia de los casamoyeros que no residen durante todo el año en la pedanía. 
A nivel turístico destaca por su proximidad al río Cabriel y construcciones como el antiguo lavadero o el pilón en forma de abrevadero para las reses.  

## Demografía y urbanismo
| Año       | 1975 | 2001 | 2010 | 2015 | 2020 | 2023 |
| Población | 195  | 114  | 82   | 83   | 70   | 67   |

## Entorno natural y humano
La aldea de las Casas de Moya se caracteriza por su proximidad al parque natural de las Hoces del Cabriel y los numerosos caseríos (de menor tamaño que la aldea principal), hoy deshabitados mayoritariamente, en los que se distribuía la población cercana a esta pedanía. Fuera del núcleo urbano destacan los caseríos como el de Tamayo, el Roto, o Casilla de Moya, entre otros. 